# Крумштедт
Крумштедт (нім. Krumstedt) — громада в Німеччині, розташована в землі Шлезвіг-Гольштейн. Входить до складу району Дітмаршен. Складова частина об'єднання громад Міттельдітмаршен.
Площа — 15,89 км2. Населення становить 476 ос. (станом на 31 грудня 2020).